# Copa Federación (Spanien)

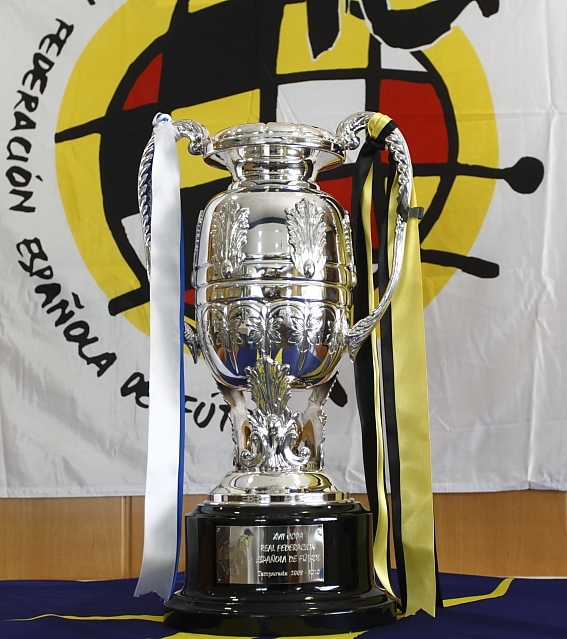

Die Copa Federación, auch bekannt als Copa RFEF, ist ein spanischer Männerfußballwettbewerb, der 1993 ins Leben gerufen wurde. Der Wettbewerb wird von der Real Federación Española de Fútbol (RFEF) organisiert und bietet hauptsächlich Mannschaften aus den unteren Ligen Spaniens die Möglichkeit, sich auf nationaler Ebene zu messen. Nach einem ersten Start in den Jahren 1944 bis 1953 wird sie seit der Saison 1993/94 als Turnier für Amateurvereine ausgetragen, mit einem ähnlichen Format wie die Copa del Rey. Der Wettbewerb wird jährlich von den Vereinen der Primera Federación, Segunda Federación und Tercera Federación bestritten, die sich nicht durch ihre Platzierung für die Copa del Rey qualifiziert haben und keine Zweitvertretungen (Zweite Mannschaften) sind.
Aktuell wird der Wettbewerb in zwei Phasen ausgetragen: eine erste Phase auf regionaler Ebene, gemäß den Regeln, die jede regionale Föderation festlegt, und eine zweite Phase auf nationaler Ebene, an der die 20 besten Teams der regionalen Phase teilnehmen – eines aus jeder autonomen Region, außer Andalusien, das zwei Teams stellt, sowie eines aus Ceuta und eines aus Melilla – plus 5 Teams aus der Segunda Federación – das beste Team jeder Gruppe der letzten Saison, das sich nicht für die Copa del Rey qualifiziert hat – sowie 7 Teams aus der Tercera Federación – die in der letzten Saison den zweiten Platz belegten, unabhängig von den Gruppen, mit dem besten Koeffizienten und ohne das Recht auf Teilnahme an der Copa del Rey – was insgesamt 32 Teams ergibt.
In der nationalen Phase werden die 32 Teams in 4 Gruppen zu je 8 Teams nach geografischen Kriterien eingeteilt, wobei drei K.O.-Runden durch Auslosung in einem einzigen Spiel ausgetragen werden. Der Gewinner jeder Gruppe wird Halbfinalist und die vier Halbfinalisten qualifizieren sich für die Copa del Rey. Der Verein, der seit der Wiederaufnahme des Wettbewerbs am häufigsten die Copa RFEF gewonnen hat, ist der CD Puertollano, der die Copa Federaciòn dreimal gewinnen konnte (1994, 2006 und 2011). Mit zwei Titeln folgen CD Ourense (2008 und 2014), Pontevedra CF (2007 und 2018) und CF Badalona (2004 und 2023), sowie Real Jaén(1952 und 2009). SD Lemona war zweimaliger Finalist (2011 und 2012), ohne den Wettbewerb gewonnen zu haben.
Gewinner der 31. Ausgabe des Turniers war 2023 CF Badalona (2:1 gegen den CF Talavera de la Reina im Estadio Municipal El Prado in Talavera de la Reina).

## Geschichte
Die Ursprünge der Copa Federación reichen bis in die 40er und 50er Jahre zurück, als zwischen 1944 und 1953 sechs Ausgaben eines ähnlich benannten Turniers ausgetragen wurden. Obwohl im aktuellen Format nur Vereine der Segunda División und Tercera División teilnehmen, nahmen früher auch Vereine der Primera, Segunda und Tercera División teil. In den ersten beiden Spielzeiten, in denen das Turnier stattfand, nahmen nur Vereine der Tercera División teil, während die höherklassigen Vereine die Copa del Generalísimo bestritten. Der erste Sieger des Turniers war die U.D. San Martín.
Der Wettbewerb fand zwischen 1947 und 1949 nicht statt, wurde aber schließlich in der Saison 1950/51 wieder aufgenommen, diesmal mit der Teilnahme von Vereinen der Primera División und Segunda División. Dies führte zu einer Änderung der Wettbewerbsstruktur, da nun auch Vereinen der beiden höchsten spanischen Ligen die Teilnahme an diesem Pokalwettbewerb ermöglicht wurde. In der folgenden Saison 1951/52 nahmen keine Vereine der Primera División teil, so dass nur Vereine der Segunda División und Tercera División antraten. Der Sieger war Real Jaén. In der letzten Saison der alten Ausgabe nahmen Vereine der Primera und Segunda División teil, und der Sieger war Real Valladolid.
Aufgrund der wirtschaftlichen Instabilität der spanischen Fußballföderation wurde das Turnier eingestellt. Der Fußball konnte diesen Pokal erst in den 90er Jahren wieder genießen, als die Föderation unter der Präsidentschaft von Ángel María Villar ihm wieder Platz im nationalen Fußball einräumte.
Die Copa Federación kehrte mit einem völlig anderen Teilnahme- und Strukturformat zurück. Ab dieser neuen Ausgabe nahmen die Vereine der Segunda División und Tercera División teil, die sich nicht für die Copa del Rey qualifiziert haben, sowie diejenigen, die in der ersten Runde ausgeschieden sind. Der Wettbewerb besteht zudem aus zwei Phasen: einer regionalen Phase und einer nationalen Phase, in der die Sieger der regionalen Phasen auf die in der Copa del Rey ausgeschiedenen Teams treffen. Außerdem wird das Finale im Gegensatz zur alten Ausgabe, in der es nur ein Spiel gab, in Hin- und Rückspiel ausgetragen.
Die erste Ausgabe dieses neuen Formats in der Saison 1993/94 gewann der Club Deportivo Puertollano, der zudem der Verein mit den meisten Titeln ist, mit insgesamt drei gewonnenen Ausgaben, alle in der modernen Ära des Wettbewerbs.
Der einzige Verein, der die Copa Federación in beiden Epochen gewonnen hat, ist Real Jaén, der dies 1951/52 und 2008/09 tat.
Ab der Saison 2019/20 entschied die RFEF, das Format des Turniers zu ändern, so dass vier Plätze für die Copa del Rey an die Vereine vergeben wurden, die das Halbfinale erreichten. Der Sieger wurde ab dann auch nur noch in einem Endspiel ermittelt.

## Finalspiele
| Saison                         | Sieger                | Ergebnis          | Finalist                  | Austragungsort                                                                        |
| ------------------------------ | --------------------- | ----------------- | ------------------------- | ------------------------------------------------------------------------------------- |
| Frühere Periode                |                       |                   |                           |                                                                                       |
| 1944/45                        | UD San Martín         | 1:0               | Real Valladolid           | Camp de Les Corts, Barcelona                                                          |
| 1945/46                        | Deportivo Alavés      | 3:2               | SD Sueca                  | Estadio Metropolitano de Madrid, Madrid                                               |
| 1946/47                        | CD Málaga             | 6:0               | CD Iliturgi               | Estadio de la Victoria, Jaén                                                          |
| 1947–50                        | Nicht ausgetragen     | Nicht ausgetragen | Nicht ausgetragen         | Nicht ausgetragen                                                                     |
| 1950/51                        | RCD Córdoba           | 3:3 (6:3 n. V.)   | CD Baracaldo Altos Hornos | Estadio de Torrero, Zaragoza                                                          |
| 1951/52                        | Real Jaén             | 3:1               | UD Orensana               | Estadio Metropolitano de Madrid, Madrid                                               |
| 1952/53                        | Real Valladolid       | 1:0               | CP Cacereño               | Estadio Metropolitano de Madrid, Madrid                                               |
| Moderne Ära mit 2 Finalspielen |                       |                   |                           |                                                                                       |
| 1993/94                        | CD Puertollano        | 1:4; 5:0          | CF Playas de Calviá       | Municipal de Magalluf, Calviá / Estadio de Puertollano, Puertollano                   |
| 1994/95                        | UD Las Palmas B       | 1:0; 3:1          | CF Balaguer               | Estadio Insular, Las Palmas de Gran Canaria / Camp d'Esports de Balaguer, Lleida      |
| 1995/96                        | RCD Mallorca B        | 2:1; 2:2          | Real Murcia CF            | Estadio Lluis Sitjar, Palma de Mallorca / La Condomina, Murcia                        |
| 1996/97                        | Burgos CF             | 1:1; 4:1          | UD Gáldar                 | Estadio de Barrial, Gáldar / Estadio Municipal de El Plantío, Burgos                  |
| 1997/98                        | CD Binéfar            | 1:2; 2:0          | RSD Alcalá                | Estadio El Segalar, Binéfar / Estadio El Val, Alcalá de Henares                       |
| 1998/99                        | Racing de Santander B | 3:0; 0:0          | CD Lugo                   | Estadio Ángel Carro, Lugo / El Sardinero, Santander                                   |
| 1999/00                        | CE Sabadell (n. V.)   | 2:0; 1:3          | Elche CF                  | Nova Creu Alta, Sabadell / Estadio Manuel Martínez Valero, Elche                      |
| 2000/01                        | Marino de Luanco      | 1:0; 3:0          | CD Tropezón               | Municipal de Santa Ana, Torrelavega / Estadio de Miramar, Luanco                      |
| 2001/02                        | RC Celta de Vigo B    | 1:0; 2:1          | CF Gavà                   | Barreiro, Vigo / Estadi La Bòbila, Gavà                                               |
| 2002/03                        | Real Avilés CF        | 3:0; 1:0          | Tomelloso CF              | Román Suárez Puerta, Avilés / Municipal de Tomelloso, Tomelloso                       |
| 2003/04                        | CF Badalona           | 0:0; 4:1          | CD Villanueva             | Estadio San Miguel, Villanueva / Estadi Municipal, Badalona                           |
| 2004/05                        | CE Mataró EF (n. V.)  | 1:2; 1:0          | Benidorm CD               | Estadio Guillermo Amor, Benidorm / Camp del Centenari, Mataró                         |
| 2005/06                        | CD Puertollano        | 1:1; 2:0          | SD Huesca                 | Estadio El Alcoraz, Huesca / Estadio de Puertollano, Puertollano                      |
| 2006/07                        | Pontevedra CF         | 4:1; 0:1          | RCD Mallorca B            | Pasarón, Pontevedra / Estadio Lluis Sitjar, Palma de Mallorca                         |
| 2007/08                        | CD Ourense            | 2:1; 1:1          | CF Reus Deportiu          | Estadio de O Couto, Ourense / Estadio Camp Nou Municipal, Reus                        |
| 2008/09                        | Real Jaén CF          | 0:0; 4:1          | Rayo Vallecano B          | Nuevo Estadio de la Victoria, Jaén / Estadio de Vallecas, Madrid                      |
| 2009/10                        | CD San Roque de Lepe  | 1:0; 2:0          | Lorca Deportiva CF        | Estadio Francisco Artés Carrasco, Lorca / Ciudad de Lepe, Lepe                        |
| 2010/11                        | CD Puertollano        | 0:2; 4:1          | SD Lemona                 | Estadio Ciudad de Puertollano, Puertollano / Arlonagusia, Lemona                      |
| 2011/12                        | CD Binisalem (n. V.)  | 5:0; 1:6          | SD Lemona                 | Estadio Miquel Pons, Binisalem / Arlonagusia, Lemona                                  |
| 2012/13                        | UE Sant Andreu        | 3:0; 1:0          | La Hoya Lorca CF          | Francisco Artés Carrasco, Lorca / Estadio Narcís Sala, Barcelona                      |
| 2013/14                        | CD Ourense            | 1:2; 2:0          | CD Guadalajara            | Pedro Escartín, Guadalajara / Estadio de O Couto, Ourense                             |
| 2014/15                        | Real Unión Club       | 1:0; 3:0          | CD Castellón              | Nuevo Estadio Castalia, Castellón / Stadium Gal, Irun                                 |
| 2015/16                        | CD Atlético Baleares  | 2:2; 1:0          | CF Rayo Majadahonda       | Cerro del Espino, Majadahonda / Son Malferit, Palma de Mallorca                       |
| 2016/17                        | Atlético Saguntino    | 0:0; 3:0          | CF Fuenlabrada            | Estadio Fernando Torres, Fuenlabrada / Camp de Morvedre, Sagunto                      |
| 2017/18                        | Pontevedra CF         | 1:0; 0:0          | Ontinyent CF              | El Clariano, Ontinyent / Estadio de Pasarón, Pontevedra                               |
| 2018/19                        | CD Mirandés           | 3:0; 2:2          | UE Cornellà               | Estadio de Anduva, Miranda de Ebro / Nou Municipal de Cornellà, Cornellà de Llobregat |
| Moderne Ära mit einem Endspiel |                       |                   |                           |                                                                                       |
| 2019/20                        | Real Murcia CF        | 1:1 (4:2 n. E.)   | CD Tudelano               | Estadio Nueva Condomina, Murcia                                                       |
| 2020/21                        | UE Llagostera         | 2:1 (n. V.)       | Las Rozas CF              | Estadio Navalcarbón, Las Rozas de Madrid                                              |
| 2021/22                        | Córdoba CF            | 1:0               | CD Guijuelo               | Estadio Nuevo Arcángel, Córdoba                                                       |
| 2022/23                        | CD Arenteiro          | 2:0 (n. V.)       | UD Alzira                 | Estadi Luis Suñer Picó, Alzira                                                        |
| 2023/24                        | CF Badalona           | 2:1               | CF Talavera de la Reina   | Estadio Municipal El Prado, Talavera de la Reina                                      |

In der folgenden Tabelle sind alle Vereine aufgeführt, die jemals ein Finale des Copa Federación bestritten haben.
| Verein                  | Finalteilnahmen | Sieger | Zweiter |
| ----------------------- | --------------- | ------ | ------- |
| CD Puertollano          | 3               | 3      | -       |
| CD Ourense              | 3               | 2      | 1       |
| CF Badalona             | 2               | 2      | -       |
| Real Jaén CF            | 2               | 2      | -       |
| Pontevedra CF           | 2               | 2      | -       |
| RC Mallorca B           | 2               | 1      | 1       |
| Real Valladolid CF      | 2               | 1      | 1       |
| Real Murcia CF          | 2               | 1      | 1       |
| UD San Martín           | 1               | 1      | -       |
| Deportivo Alavés        | 1               | 1      | -       |
| CD Málaga               | 1               | 1      | -       |
| Real Córdoba CF         | 1               | 1      | -       |
| UD Las Palmas Atlético  | 1               | 1      | -       |
| Burgos CF               | 1               | 1      | -       |
| CD Binéfar              | 1               | 1      | -       |
| Rayo Cantabria          | 1               | 1      | -       |
| CE Sabadell FC          | 1               | 1      | -       |
| Club Marino de Luanco   | 1               | 1      | -       |
| RC Celta de Vigo B      | 1               | 1      | -       |
| Real Avilés CF          | 1               | 1      | -       |
| CF Badalona             | 1               | 1      | -       |
| CE Mataró de Futbol     | 1               | 1      | -       |
| CD San Roque de Lepe    | 1               | 1      | -       |
| CD Binisalem            | 1               | 1      | -       |
| UE Sant Andreu          | 1               | 1      | -       |
| Real Unión Club         | 1               | 1      | -       |
| CD Atlético Baleares    | 1               | 1      | -       |
| Atlético Saguntino      | 1               | 1      | -       |
| CD Mirandés             | 1               | 1      | -       |
| Córdoba CF              | 1               | 1      | -       |
| CD Arenteiro            | 1               | 1      | -       |
| SD Lemona               | 2               | -      | 2       |
| SD Sueca                | 1               | -      | 1       |
| CD Iliturgi             | 1               | -      | 1       |
| Barakaldo CF            | 1               | -      | 1       |
| CP Cacereño             | 1               | -      | 1       |
| CF Playas de Calviá     | 1               | -      | 1       |
| CF Balaguer             | 1               | -      | 1       |
| UD Gáldar               | 1               | -      | 1       |
| RSD Alcalá              | 1               | -      | 1       |
| CD Lugo                 | 1               | -      | 1       |
| Elche CF                | 1               | -      | 1       |
| CD Tropezón             | 1               | -      | 1       |
| CF Gavà                 | 1               | -      | 1       |
| CD Guadalajara          | 1               | -      | 1       |
| CD Castellón            | 1               | -      | 1       |
| CF Rayo Majadahonda     | 1               | -      | 1       |
| Las Rozas CF            | 1               | -      | 1       |
| CD Guijuelo             | 1               | -      | 1       |
| UD Alzira               | 1               | -      | 1       |
| CF Talavera de la Reina | 1               | -      | 1       |